# Demografia da Ásia

Mapa de países por densidade populacional (Ver Anexo:Lista de países por densidade populacional.)

A Demografia da Ásia refere-se à população humana do continente asiático. O continente abrange 29,4% da área terrestre do planeta e tem uma população de quase 4 bilhões - que representam cerca de 56% da população mundial. Juntas, populações da China e Índia são estimadas em cerca de 2,5 bilhões de pessoas. 

## Economia
Economicamente, maior parte da Ásia é tradicionalmente considerado parte do Segundo Mundo, com a significativa excepção das nações industrializadas do Primeiro Mundo: Japão e Coreia do Sul. Nações asiáticas no G20, as principais economias são China, Índia, Indonésia, Japão, Rússia, Arábia Saudita, Coreia do Sul e  Turquia. Destes, Rússia e Japão também estão no G8 e, adicionalmente, China e Índia, no G8+5.
Seis países da região estão na lista do FMI de economias mais avançadas:  Coreia do Sul,  Hong Kong  Israel,  Taiwan,  Japão e  Singapura.
| Rank                          | Rank                                                  | País                   | IDH em 2005 (publicado em 2007) |
| 2005 dado (publicado em 2007) | Mudança comparada a dados de 2004 (publicado em 2006) | País                   | IDH em 2005 (publicado em 2007) |
| Alto                          | Alto                                                  | Alto                   | Alto                            |
| ----------------------------- | ----------------------------------------------------- | ---------------------- | ------------------------------- |
| 1                             | (0)                                                   | Japão                  | 0.953                           |
| 2                             | (0)                                                   | Taiwan                 | 0.943                           |
| 3                             | (0)                                                   | Israel                 | 0.932                           |
| 4                             | (0)                                                   | Singapura              | 0.922                           |
| 5                             | (0)                                                   | Coreia do Sul          | 0.921                           |
| 6                             | (1)                                                   | Brunei                 | 0.894                           |
| 7                             | (1)                                                   | Kuwait                 | 0.891                           |
| 8                             | (4)                                                   | Qatar                  | 0.875                           |
| 9                             | (10)                                                  | Emirados Árabes Unidos | 0.868                           |
| 10                            | (2)                                                   | Bahrain                | 0.866                           |
| 11                            | (2)                                                   | Omã                    | 0.814                           |
| 12                            | (15)                                                  | Arábia Saudita         | 0.812                           |
| 13                            | (2)                                                   | Malásia                | 0.811                           |
| 14                            | (2)                                                   | Rússia                 | 0.802                           |

| Rank                          | Rank                                                  | País             | IDH em 2005 (publicado em 2007) |
| 2005 dado (publicado em 2007) | Mudança comparada a dados de 2004 (publicado em 2006) | País             | IDH em 2005 (publicado em 2007) |
| Médio                         | Médio                                                 | Médio            | Médio                           |
| ----------------------------- | ----------------------------------------------------- | ---------------- | ------------------------------- |
| 1                             | (0)                                                   | Iémen            | 0.508                           |
| 2                             | (0)                                                   | Timor-Leste      | 0.514                           |
| 3                             | (0)                                                   | Papua Nova-Guiné | 0.530                           |
| 4                             | (0)                                                   | Nepal            | 0.534                           |
| 5                             | (0)                                                   | Bangladesh       | 0.547                           |
| 6                             | (1)                                                   | Paquistão        | 0.551                           |
| 7                             | (1)                                                   | Butão            | 0.579                           |
| 8                             | (1)                                                   | Myanmar          | 0.583                           |
| 9                             | (1)                                                   | Camboja          | 0.598                           |
| 10                            | (2)                                                   | Laos             | 0.601                           |